# 阿尔布雷希特七世

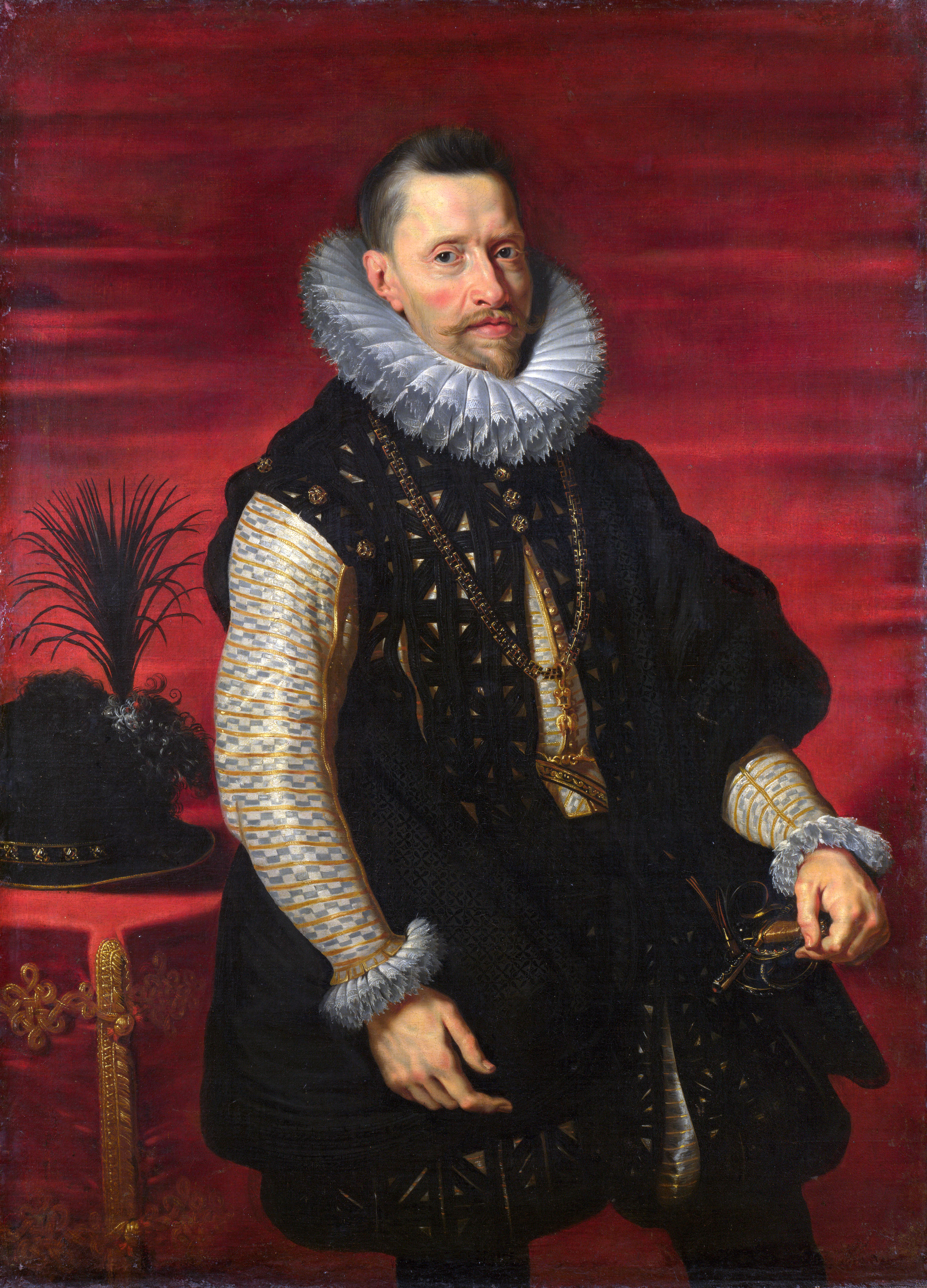
阿尔布雷希特七世

阿尔布雷希特七世紋章

樞機時期牧徽

阿尔布雷希特七世（虔诚者）（德语：Albrecht VII der Fromme，1559年11月13日—1621年7月13日）通称奥地利的阿尔布雷希特（Albrecht von Österreich），枢机、哈布斯堡王朝的奥地利首席大公，布拉班特公爵，低地国家的总督（1595年起）和至高无上的统治者（1598年起）。
阿尔布雷希特七世为神圣罗马帝国皇帝马克西米利安二世的第七子，生于维也纳的诺伊施塔特。 孩提时代，在母亲的刻意安排下，他们几兄弟生活在堂叔兼舅舅西班牙国王腓力二世的宫廷内，并由一位耶稣会会士抚养教育。 
1577年年仅18岁即被任命为西班牙天主教托萊多總教區總主教。 1581年、1585年—1595年，阿尔布雷希特是腓力二世的葡萄牙總督。 1596年起在西班牙任地方长官。 1595年阿尔布雷希特的三哥恩斯特大公（腓力二世的尼德兰总督）去世后，腓力二世任命他为尼德兰总督，并迫使他与自己美丽干练的长女伊莎貝爾·克拉拉·歐亨妮亞结婚，她也是阿尔布雷希特的二哥、乖戾的神圣罗马皇帝魯道夫二世弃娶的未婚妻。
婚后，腓力二世于1598年把尼德兰划成一个名义上独立的主权国家由这对夫妇统治。
实际上由于低地国家高涨的反对西班牙统治的运动，阿尔布雷希特七世仅能控制这个国家的南部，相当于今天的比利时。他同北方7个新教徒控制的省进行徒劳无效的战争。在军事行动不能取得成果的情况下，阿尔布雷希特七世被迫签订了一份12年停战协议（1609年），此后他与伊莎贝拉稳固地统治着尼德兰的10个天主教省份。
1621年，阿尔布雷希特七世在布鲁塞尔去世，享年61岁。 他的妻子继续统治这块地区。 由于近亲通婚，他们的子女全数早夭。

## 资料来源
- 简明不列颠百科全书（中文版），第11卷：增补

| 前任： 腓力四世 | 布拉班特公爵 1598~1621 与妻子伊莎贝拉共治 | 繼任： 腓力五世 |